# Tonnenhof
Ein Tonnenhof ist eine Lagerstätte für Schifffahrtszeichen (Seezeichen).

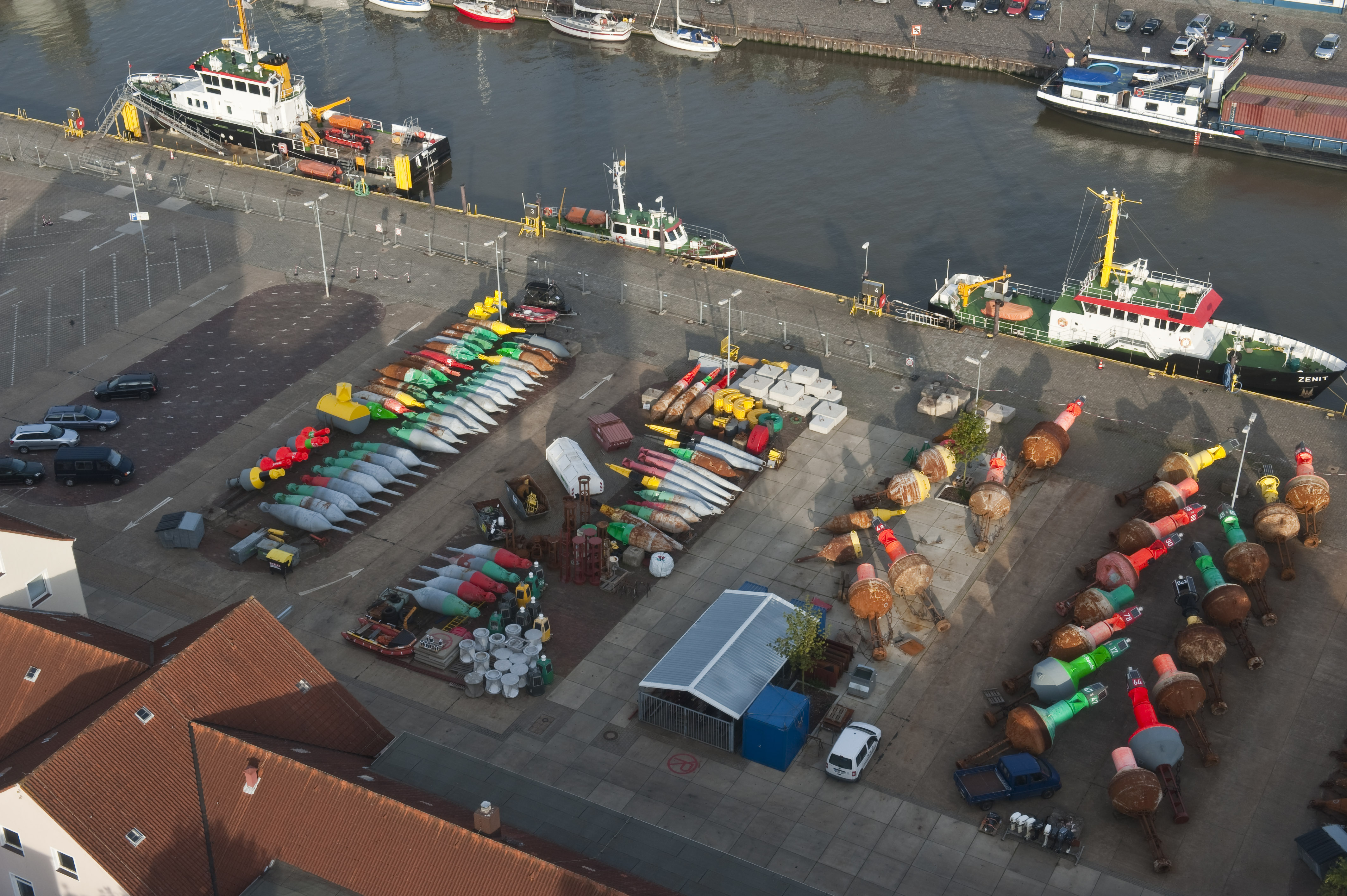
Blick auf den Tonnenhof in Bremerhaven, 2010

Auf dem Tonnenhof werden die „Tonnen“ genannten Seezeichen gelagert, gewartet und modernisiert, ähnlich einem Bauhof. Vor dem Winter werden Tonnen wegen des zu erwartenden Eisganges eingeholt und an Land gebracht. Im Tonnenhof werden sie gelagert und gewartet. Am angeschlossenen Kai liegen spezielle Tonnenleger, die die Seezeichen aufnehmen bzw. an ihren Bestimmungsort bringen und dort aussetzen.
Die Verwaltung der Tonnenhöfe an der deutschen Nord- und Ostseeküste obliegt den jeweiligen Wasser- und Schifffahrtsämtern.